# Redan (Georgia)
Redan is een plaats (census-designated place) in de Amerikaanse staat Georgia, en valt bestuurlijk gezien onder DeKalb County.

## Demografie
Bij de volkstelling in 2000 werd het aantal inwoners vastgesteld op 33.841.

## Geografie
Volgens het United States Census Bureau beslaat de plaats een oppervlakte van
24,8 km², waarvan 24,7 km² land en 0,1 km² water. Redan ligt op ongeveer 258 m boven zeeniveau.

## Plaatsen in de nabije omgeving
De onderstaande figuur toont nabijgelegen plaatsen in een straal van 12 km rond Redan.